# NGC 3684
NGC 3684 este o galaxie spirală situată în constelația Leul. A fost descoperită în 17 aprilie 1784 de către John Herschel. Se află la o distanță de 21,6 de megaparseci de Pământ.